# Superliga Profesional de Baloncesto
La Superliga Profesional de Baloncesto, más conocida por sus siglas SPB, es una liga privada de baloncesto profesional que se disputa en Venezuela desde 2022, cuando se fusionaron las ligas profesionales Liga Especial de Baloncesto (Li-Especial, fundada en 1974), Liga Profesional de Baloncesto (LPB, fundada en 1993) y la Superliga de Baloncesto (SLB, fundada en 2020).

## Historia

### Antecedentes
Luego de la última copa organizada por la Liga Profesional de Baloncesto y tras las incertidumbres deportivas y económicas que llevaron a sanciones de varios equipos por parte de la FIBA imposibilitados así de organizar torneos oficiales, el nuevo presidente de la Federación Venezolana de Baloncesto, Hanthony Coello, anunció en diciembre de 2019 una nueva liga llamada Superliga de Baloncesto, la cual reemplazó a la LPB.
La pandemia del COVID-19 retrasó el inicio y se postergó para finales de 2020.

En septiembre de 2020, la Superliga se pronunció y anunció el mes de octubre como fecha de inicio de la primera edición del torneo, contando con la participación de 16 equipos, de los cuales 6 eran provenientes de la LPB. Sin embargo,  a 22 días de comienzo del torneo, Cocodrilos de Caracas, Trotamundos de Carabobo y Guaros de Lara decidieron no participar en dicho torneo, dejando sólo 13 equipos participantes. Spartans Distrito Capital venció 78-68 a Gigantes de Guayana en el cuarto encuentro de la final, coronándose como el primer conjunto que alza el título de dicho certamen, mientras que en 2021 se disputaron dos torneos, la Copa Superliga —organizada por la Federación Venezolana de Baloncesto— y la segunda edición de la Superliga. Guaiqueríes de Margarita y Trotamundos de Carabobo fueron los campeones respectivamente.

### Fusión de ligas y nuevo comienzo
Al verse desplazados los equipos que provenian de la LPB, empezó un movimiento contrario a la FVB que tuvo como consecuencia la salida de los organizadores de la SLB, esta conspiración estuvo avalada por el presidente de la FVB quien prefirió mantener su equipo Guaiqueries de Margarita en lugar de continuar al frente de las responsabilidades organizativas de la liga. 
Tras varias reuniones entre los miembros fundadores de la Superliga de Baloncesto (SLB), el 6 de mayo de 2022 se oficializó la fusión con la ya desaparecida Liga Profesional de Baloncesto (LPB), para la creación de la Superliga Profesional de Baloncesto (SPB). Por su parte, la Federación Venezolana de Baloncesto (FVB) firmó como miembro fundador/promotor de la SPB hasta 2023. 
Igualmente, motivado a la fusión de la LPB y de la SLB, la junta directiva acordó unificar todas las estadísticas, récords y campeonatos del baloncesto profesional venezolano: Liga Especial, Liga Profesional de Baloncesto, Superliga. de Baloncesto, Copa LPB y Copa Superliga.

## Sistema de competición
En la Superliga Profesional de Baloncesto participan veinte equipos, los cuales fueron divididos en dos conferencias de acuerdo a la proximidad geográfica de los mismos. Cada conferencia está conformada por dos grupos de diez equipos cada una. Cada equipo disputará 26 partidos en la ronda regular: 13 duelos de local y 13 en condición de visitante.
Clasifican a cuartos de final los dos (2) mejores equipos de cada grupo en donde se enfrentarán en una serie al mejor de siete (7) partidos. En la semifinal se jugará una serie al mejor de siete (7) partidos en donde se definirá el campeón de conferencia. La final la disputarán los campeones de ambas conferencias en una serie al mejor de siete (7) partidos.

## Equipos
La SPB, tiene como antecedente directo a la LPB que se originó en 1974 con cuatro equipos, y fue creciendo a través de una secuencia de expansiones de equipos, reducciones y reubicaciones para conformar un plantel actual que se compone de 20 equipos o franquicias.
La organización actual de la liga divide a los equipos en dos conferencias —la Occidental y la Oriental—, las cuales constan a su vez de diez equipos.

### Franquicias
| Conferencia Occidental  | Conferencia Occidental      | Conferencia Occidental                  | Conferencia Occidental | Conferencia Occidental |
| Equipo                  | Ciudad                      | Pabellón                                | Capacidad              | Fundado                |
| ----------------------- | --------------------------- | --------------------------------------- | ---------------------- | ---------------------- |
| Broncos de Caracas      | Caracas, MIR                | Gimnasio José Joaquín Papá Carrillo     | 3500                   | 2016                   |
| Llaneros de Guárico     | San Juan de los Morros, GUA | Domo Olímpico de San Juan de los Morros | 5500                   | 2018                   |
| Frontinos del Táchira   | San Cristóbal, TAC          | Gimnasio Arminio Gutiérrez Castro       | 2000                   | 2021                   |
| Toros de Aragua         | Maracay, ARA                | Gimnasio Rafael Romero Bolívar          | 4200                   | 1974                   |
| Trotamundos de Carabobo | Valencia, CAR               | Forum de Valencia                       | 10 000                 | 1983                   |
| Brillantes del Zulia    | Maracaibo, ZUL              | Gimnasio Pedro Elías Belisario Aponte   | 4500                   | 2019                   |
| Centauros de Portuguesa | Guanare, POR                | Gimnasio Lara Figueroa                  | 2500                   | 2020                   |
| Gaiteros del Zulia      | Maracaibo, ZUL              | Gimnasio Pedro Elías Belisario Aponte   | 4500                   | 1983                   |
| Guaros de Lara          | Barquisimeto, LAR           | Domo Bolivariano                        | 10 000                 | 2003                   |
| Héroes de Falcón        | Punto Fijo, FAL             | Gimnasio Fenelón Díaz                   | 2000                   | 2021                   |

| Conferencia Oriental      | Conferencia Oriental | Conferencia Oriental                | Conferencia Oriental | Conferencia Oriental |
| Equipo                    | Ciudad               | Pabellón                            | Capacidad            | Fundado              |
| ------------------------- | -------------------- | ----------------------------------- | -------------------- | -------------------- |
| Cocodrilos de Caracas     | Caracas, D. C.       | Gimnasio José Beracasa              | 6100                 | 1990                 |
| Diablos de Miranda        | Caracas, MIR         | Gimnasio José Joaquín Papá Carrillo | 3500                 | 2019                 |
| Panteras de Miranda       | Caracas, MIR         | Gimnasio José Joaquín Papá Carrillo | 3500                 | 1986                 |
| Piratas de La Guaira      | La Guaira, LAG       | Domo José María Vargas              | 8000                 | 2008                 |
| Spartans Distrito Capital | Caracas, MIR         | Gimnasio José Joaquín Papá Carrillo | 3500                 | 2019                 |
| Pioneros del Ávila        | Caracas, D. C.       | Gimnasio Elio Estrada Paredes       | 1000                 | 2013                 |
| Gigantes de Guayana       | Ciudad Guayana, BOL  | Gimnasio Hermanas González          | 3000                 | 2008                 |
| Gladiadores de Anzoátegui | Puerto La Cruz, ANZ  | Gimnasio Luis Ramos                 | 5500                 | 2019                 |
| Guaiqueríes de Margarita  | La Asunción, NUE     | Gimnasio Ciudad de La Asunción      | 10 000               | 1977                 |
| Marinos de Oriente        | Maturín, MON         | Gimnasio Gilberto Roque Morales     | 3500                 | 1976                 |

## Historial
Nota: Un asterisco (*) denota un movimiento de franquicia. Nombres de los equipos según la época.

## Palmarés
Nota: Motivado a la fusión de ligas, se acordó unificar todas las estadísticas, récords y campeonatos del baloncesto profesional: Liga Especial, Liga Profesional de Baloncesto, Superliga de Baloncesto, Copa LPB y Copa Superliga.
| Temporada                                 | Campeón                                   | Resultado                                 | Subcampeón                                | MVP de las Finales                        | MVP de la Temporada                       | Entrenador del Año                        |
| Liga Especial de Baloncesto (Li-ESPECIAL) | Liga Especial de Baloncesto (Li-ESPECIAL) | Liga Especial de Baloncesto (Li-ESPECIAL) | Liga Especial de Baloncesto (Li-ESPECIAL) | Liga Especial de Baloncesto (Li-ESPECIAL) | Liga Especial de Baloncesto (Li-ESPECIAL) | Liga Especial de Baloncesto (Li-ESPECIAL) |
| ----------------------------------------- | ----------------------------------------- | ----------------------------------------- | ----------------------------------------- | ----------------------------------------- | ----------------------------------------- | ----------------------------------------- |
| 1974                                      | Ahorristas de Caracas *                   | 3 - 2                                     | Colosos de Carabobo *                     |                                           | Robert Lewis                              |                                           |
| 1975                                      | Colosos de Carabobo                       | 3 - 2                                     | Panteras del Táchira                      |                                           | James Roundtree                           |                                           |
| 1976                                      | Panteras del Táchira                      | 3 - 0                                     | Ahorristas de Caracas                     |                                           | Ramón Rivero                              |                                           |
| 1977                                      | Guaiqueríes de Margarita                  | 3 - 1                                     | Ahorristas de Caracas                     |                                           | Cruz Lairet                               |                                           |
| 1978                                      | Guaiqueríes de Margarita                  | 4 - 0                                     | Panteras del Táchira                      |                                           | Roscoe Pondexter                          |                                           |
| 1979                                      | Guaiqueríes de Margarita                  | 4 - 0                                     | Legisladores de Carabobo *                |                                           | Tim Billingslea                           |                                           |
| 1980                                      | Guaiqueríes de Margarita                  | 4 - 3                                     | Retadores de Caracas *                    |                                           | Gerald Cunningham                         |                                           |
| 1981                                      | Guaiqueríes de Margarita                  | 4 - 2                                     | Telefonistas de Caracas *                 |                                           | Lewis Linder                              |                                           |
| 1982                                      | Guaiqueríes de Margarita                  | 4 - 2                                     | Panteras de Lara                          |                                           | Chris Lockhart                            |                                           |
| 1983                                      | Panteras de Lara                          | 4 - 2                                     | Gaiteros del Zulia                        |                                           | Sam Shepherd                              |                                           |
| 1984                                      | Gaiteros del Zulia                        | 4 - 3                                     | Guaiqueríes de Margarita                  |                                           | Michael Hackett                           |                                           |
| 1985                                      | Gaiteros del Zulia                        | 4 - 3                                     | Guaiqueríes de Margarita                  |                                           | Michael Britt                             |                                           |
| 1986                                      | Trotamundos de Carabobo                   | 4 - 1                                     | Panteras de Miranda                       |                                           | Joe Dawson                                |                                           |
| 1987                                      | Trotamundos de Carabobo                   | 4 - 1                                     | Panteras de Miranda                       |                                           | Al Smith                                  |                                           |
| 1988                                      | Trotamundos de Carabobo                   | 4 - 2                                     | Bravos de Portuguesa *                    |                                           | Al Smith                                  |                                           |
| 1989                                      | Trotamundos de Carabobo                   | 4 - 0                                     | Gaiteros del Zulia                        |                                           | Al Smith                                  |                                           |
| 1990                                      | Cardenales de Portuguesa *                | 4 - 3                                     | Marinos de Oriente *                      |                                           | Carl Herrera                              |                                           |
| 1991                                      | Marinos de Oriente                        | 4 - 2                                     | Guaiqueríes de Margarita                  |                                           | Charlie Bradley                           |                                           |
| 1992                                      | Cocodrilos de Caracas                     | 4 - 2                                     | Trotamundos de Carabobo                   |                                           | Antoine Joubert                           |                                           |
| Liga Profesional de Baloncesto (LPB)      |                                           |                                           |                                           |                                           |                                           |                                           |
| 1993                                      | Marinos de Oriente                        | 4 - 3                                     | Trotamundos de Carabobo                   |                                           | David Wesley                              |                                           |
| 1994                                      | Trotamundos de Carabobo                   | 4 - 1                                     | Cocodrilos de Caracas                     |                                           | Stanley Brundy                            |                                           |
| 1995                                      | Panteras de Miranda                       | 4 - 3                                     | Marinos de Oriente                        |                                           | Andrew Moten                              |                                           |
| 1996                                      | Gaiteros del Zulia                        | 4 - 3                                     | Marinos de Oriente                        |                                           | Harold Keeling                            |                                           |
| 1997                                      | Guaiqueríes de Margarita                  | 4 - 3                                     | Cocodrilos de Caracas                     | José Ortiz                                | Víctor David Díaz                         |                                           |
| 1998                                      | Marinos de Oriente                        | 4 - 2                                     | Trotamundos de Carabobo                   | Mario Donaldson                           | Leon Trimmingham                          |                                           |
| 1999                                      | Trotamundos de Carabobo                   | 4 - 2                                     | Panteras de Miranda                       | Charles Byrd                              | Askia Jones                               | Julio Toro                                |
| 2000                                      | Cocodrilos de Caracas                     | 4 - 3                                     | Gaiteros del Zulia                        | Mario Donaldson                           | Ruben Nembhard                            | Jamie Dixon                               |
| 2001                                      | Gaiteros del Zulia                        | 4 - 1                                     | Bravos de Portuguesa                      | Kerry Blackshear                          | Víctor David Díaz                         | Jesús Cordovez                            |
| 2002                                      | Trotamundos de Carabobo                   | 4 - 3                                     | Panteras de Miranda                       | Monty Wilson                              | Richard Lugo                              | Carlos Mercado                            |
| 2003                                      | Marinos de Oriente                        | 4 - 3                                     | Gaiteros del Zulia                        | Shelly Clark                              | Ruben Nembhard                            | Jorge Arrieta                             |
| 2004                                      | Marinos de Oriente                        | 4 - 2                                     | Gaiteros del Zulia                        | Johan Piñero                              | Víctor David Díaz                         | Nelson Solórzano                          |
| 2005                                      | Marinos de Anzoátegui *                   | 4 - 1                                     | Guaros de Lara                            | Héctor Romero                             | Aaron Harper                              | Francisco Diez                            |
| 2006                                      | Trotamundos de Carabobo                   | 4 - 2                                     | Guaros de Lara                            | Richard Lugo                              | Ruben Nembhard                            | Néstor Salazar                            |
| 2007                                      | Guaiqueríes de Margarita                  | 4 - 3                                     | Cocodrilos de Caracas                     | Chris Jackson                             | Tang Hamilton                             | Miguel Ángel Da Luz                       |
| 2008                                      | Cocodrilos de Caracas                     | 4 - 2                                     | Gaiteros del Zulia                        | Jack Michael Martínez                     | Hernán Salcedo                            | Néstor Salazar                            |
| 2009                                      | Marinos de Anzoátegui                     | 4 - 3                                     | Cocodrilos de Caracas                     | Héctor Romero                             | Torraye Braggs                            | Tony Ruiz                                 |
| 2010                                      | Cocodrilos de Caracas                     | 4 - 2                                     | Marinos de Anzoátegui                     | Jack Michael Martínez                     | Ruben Nembhard                            | Néstor Salazar                            |
| 2011                                      | Marinos de Anzoátegui                     | 4 - 1                                     | Cocodrilos de Caracas                     | Donta Smith                               | Heissler Guillent                         | Iván Déniz                                |
| 2012                                      | Marinos de Anzoátegui                     | 4 - 2                                     | Trotamundos de Carabobo                   | Axiers Sucre                              | Carl Elliott                              | Jorge Arrieta                             |
| 2013                                      | Cocodrilos de Caracas                     | 4 - 3                                     | Marinos de Anzoátegui                     | Andre Emmett                              | Edward Santana                            | Carl Herrera                              |
| 2014                                      | Marinos de Anzoátegui                     | 4 - 3                                     | Trotamundos de Carabobo                   | Aaron Harper                              | Aaron Harper                              | Gustavo García                            |
| 2015                                      | Marinos de Anzoátegui                     | 4 - 1                                     | Guaros de Lara                            | Gregory Vargas                            | Carl Elliott                              | Luis Guil Torres                          |
| 2015-16                                   | Cocodrilos de Caracas                     | 4 - 3                                     | Bucaneros de La Guaira *                  | Wendell McKines                           | Axiers Sucre                              | Jesús Cordovez                            |
| 2017                                      | Guaros de Lara                            | 4 - 2                                     | Marinos de Anzoátegui                     | Nate Robinson                             | Carlos Powell                             | Óscar Silva                               |
| 2018                                      | Guaros de Lara                            | 4 - 3                                     | Trotamundos de Carabobo                   | Tyshawn Taylor                            | Trey Gilder                               | Manuel Povea                              |
| 2019                                      | Trotamundos de Carabobo                   | 1 - 0                                     | Guaros de Lara                            | Eloy Vargas                               |                                           |                                           |
| Superliga de Baloncesto (SLB)             |                                           |                                           |                                           |                                           |                                           |                                           |
| 2020                                      | Spartans Distrito Capital                 | 3 - 1                                     | Gigantes de Guayana                       | Pedro Chourio                             | Pedro Chourio                             | Pablo Favarel                             |
| 2021-I                                    | Trotamundos de Carabobo                   | 3 - 1                                     | Guaiqueríes de Margarita                  | Jhornan Zamora                            | Gregory Vargas                            | Nicolás Casalánguida                      |
| 2021-II                                   | Guaiqueríes de Margarita                  | 1 - 0                                     | Trotamundos de Carabobo                   | Terry Thomas                              | Windy Graterol                            |                                           |
| Superliga Profesional de Baloncesto (SPB) |                                           |                                           |                                           |                                           |                                           |                                           |
| 2022                                      | Trotamundos de Carabobo                   | 4 - 1                                     | Cocodrilos de Caracas                     | Jhornan Zamora                            | Garly Sojo                                | Alexis Cedres                             |
| 2023                                      | Gladiadores de Anzoátegui                 | 4 - 1                                     | Guaros de Lara                            | Sheldon Mac                               | Heissler Guillent                         | Yonaiker Ecker                            |
| 2024                                      | Gladiadores de Anzoátegui                 | 4 - 0                                     | Guaiqueríes de Margarita                  | Ronald Guillén                            | Heissler Guillent                         | Yonaiker Ecker                            |
| 2025                                      | Gaiteros del Zulia                        | 4 - 1                                     | Trotamundos de Carabobo                   | Luis Duarte                               | Luis Duarte                               | Julio Duquela                             |

| Equipo                     | Campeonatos | Subcampeonatos | Títulos                                                            |
| -------------------------- | ----------- | -------------- | ------------------------------------------------------------------ |
| Trotamundos de Carabobo    | 11          | 8              | 1986, 1987, 1988, 1989, 1994, 1999, 2002, 2006, 2019, 2021-I, 2022 |
| Marinos de Oriente         | 11          | 6              | 1991, 1993, 1998, 2003, 2004, 2005, 2009, 2011, 2012, 2014, 2015   |
| Guaiqueríes de Margarita   | 9           | 5              | 1977, 1978, 1979, 1980, 1981, 1982, 1997, 2007, 2021-II            |
| Cocodrilos de Caracas      | 6           | 6              | 1992, 2000, 2008, 2010, 2013, 2015-16                              |
| Gaiteros del Zulia         | 5           | 6              | 1984, 1985, 1996, 2001, 2025                                       |
| Guaros de Lara             | 2           | 5              | 2017, 2018                                                         |
| Gladiadores de Anzoátegui  | 2           | 0              | 2023, 2024                                                         |
| Halcones de Caracas †      | 1           | 4              | 1974                                                               |
| Panteras de Miranda        | 1           | 4              | 1995                                                               |
| Legisladores de Carabobo † | 1           | 2              | 1975                                                               |
| Panteras del Táchira †     | 1           | 2              | 1976                                                               |
| Bravos de Portuguesa †     | 1           | 2              | 1990                                                               |
| Panteras de Lara †         | 1           | 1              | 1983                                                               |
| Spartans Distrito Capital  | 1           | 0              | 2020                                                               |
| Piratas de La Guaira       | -           | 1              |                                                                    |
| Gigantes de Guayana        | -           | 1              |                                                                    |

- † Equipo desaparecido.

## Distinciones
- Novato del Año
- Jugador Defensivo del Año
- Sexto Hombre del Año
- Progreso del Año
- Regreso del Año
- Director Técnico del Año
- Jugador Más Valioso del Año
- Jugador Ejemplar del Año
- Quinteto Ideal del Año
- Equipo Ejemplar del Año
- Gerente del Año
- Jugador Más Malioso de las Finales

## Jugadores extranjeros destacados que pasaron por la Liga
| Jugador                | Temporada                         | Equipo                                                                              |
| ---------------------- | --------------------------------- | ----------------------------------------------------------------------------------- |
| All Smith              | 1984/1991                         | Trotamundos de Carabobo                                                             |
| Sam Shepherd           | 1978 -1993                        | Panteras del Táchira, Trotamundos de Carabobo                                       |
| Charles Bradley        | 1991                              | Marinos de Oriente                                                                  |
| Anthony Mason          | 1991                              | Marinos de Oriente                                                                  |
| Stanley Brundy         | 1993/94                           | Trotamundos de Carabobo                                                             |
| Antoine Joubert        | 1993/95- 1997- 2001/02            | Panteras de Miranda, Gaiteros del Zulia                                             |
| 🇺🇸Ronnie Thompkins     | 1992-1996 1998/2002               | Panteras de Miranda                                                                 |
| David Wesley           | 1993                              | Trotamundos de Carabobo                                                             |
| Harold Keeling         | 1995/98 - 1998/2004               | Toros de Aragua, Marinos de Oriente                                                 |
| José Rafael Ortiz      | 1997                              | Guaiqueries de Margarita                                                            |
| Moochie Norris         | 1999/99                           | Gaiteros del Zulia                                                                  |
| Mario Donnaldson       | 1999/00 - 2000                    | Marinos de Oriente , Cocodrilos de Caracas                                          |
| Torraye Braggs         | 1999/2000- 2002- 2009/2011- 2012  | Gaiteros del Zulia , Toros de Aragua, Guaros de Lara                                |
| Stephen Jackson        | 1999/00                           | Marinos de Oriente                                                                  |
| Chris Childs           | 1999                              | Cocodrilos de Caracas                                                               |
| Charles Byrd           | 1999/2005                         | Trotamundos de Carabobo                                                             |
| Lee Nailon             | 2000                              | Cocodrilos de Caracas                                                               |
| Ruben Nembhard         | 2001- 2004/06 - 2007/09 - 2010/14 | Gaiteros del Zulia                                                                  |
| Jack Michael Martínez  | 2002- 2008/11 2013- 2014/15       | Panteras de Miranda, Cocodrilos de Caracas, Guaros de Lara, Trotamundos de Carabobo |
| Aaron Harper           | 2008- 2014/15- 2019               | Trotamundos de Carabobo, Marinos de Anzoátegui, Guaros de Lara                      |
| Luis Felipe López      | 2009                              | Gaiteros del Zulia                                                                  |
| Leandro García Morales | 2008/2012                         | Cocodrilos de Caracas                                                               |
| Gustavo Ayón           | 2009                              | Marinos de Anzoátegui                                                               |
| Andre Emmett           | 2009 - 2013/14                    | Marinos de Anzoátegui, Cocodrilos de Caracas                                        |
| Donta Smith            | 2010/2011- 2021/2022              | Marinos de Anzoátegui, Trotamundos de Carabobo                                      |
| Damon Jones            | 2011                              | Bucaneros de la Guaira                                                              |
| Carl Elliott           | 2011/18                           | Cocodrilos de Caracas                                                               |
| Renaldo Balkman        | 2013                              | Guaiqueries de Margarita                                                            |
| Edward Santana         | 2013- 2014/2016                   | Gaiteros del Zulia, Bucaneros de la Guaira                                          |
| Henry Walker           | 2013 -2023                        | Trotamundos de Carabobo, Gladiadores de Anzoátegui                                  |
| Jamario Moon           | 2014/15                           | Guaros de Lara                                                                      |
| Damien Wilkins         | 2015/16                           | Guaros de Lara                                                                      |
| Wendell McKines        | 2016                              | Cocodrilos de Caracas                                                               |
| Lazar Hayward          | 2016                              | Guaros de Lara                                                                      |
| Jordan Hamilton        | 2016/17- 2016- 2020               | Bucaneros de la Guaira, Guaros de Lara, Cocodrilos de Caracas                       |
| Nate Robinson          | 2017                              | Guaros de Lara                                                                      |
| Kenneth Faried         | 2022                              | Guaiqueries de Margarita                                                            |
| Tyreke Evans           | 2023                              | Broncos de Caracas                                                                  |
| Jordan Adams           | 2023                              | Gladiadores de Anzoátegui                                                           |
| Samardo Samuels        | 2024                              | Trotamundos de Carabobo                                                             |
| Doron Lamb             | 2024                              | Marinos de Oriente                                                                  |
| Edgaras Želionis       | 2024                              | Marinos de Oriente                                                                  |
| Víctor Arteaga         | 2025                              | Brillantes del Zulia                                                                |
|                        |                                   |                                                                                     |

## Organización
| Miembro            | Cargo                  | Organización |
| ------------------ | ---------------------- | ------------ |
| Giuseppe Palmisano | Presidente             | Trotamundos  |
| Juan Carlos Cuenca | Primer vicepresidente  | Centauros    |
| Juan Carlos Cuenca | Segundo vicepresidente | Centauros    |
|                    |                        |              |

## Emisión
- Señal abierta:  Meridiano Televisión, .[4]
- Señal por suscripción: SimpleTV.[4]